# Robert Schwarz
Robert Schwarz, né le 9 octobre 1950 à Strasbourg et mort le 2 décembre 2018 dans le 20e arrondissement de Paris, est un artiste multimédia français.

## Biographie
Après avoir été l'élève de François Cacheux et de Louis Wagner à l'École des Arts décoratifs de Strasbourg, Robert Schwarz entreprends en 1972 des études de théâtre, scénographie - costume, à l'École supérieure d'art dramatique de Strasbourg et d'arts plastiques à l'université Paris-VIII. Il organise à partir de 1983 diverses manifestations artistiques dans sa galerie Parisienne auxquelles participent les artistes Jean Francois Bergez, Bernard Guelton, Richard Piegza, Claude Rutault, Ernest T, Thérèse Marie David, Maxime Godard Jean-Claude Loubieres Sylvia elharar-lemberg. Il enseigne de 1987 à 1992 au département Arts et technologies de l'image de l'Université de Paris VIII.

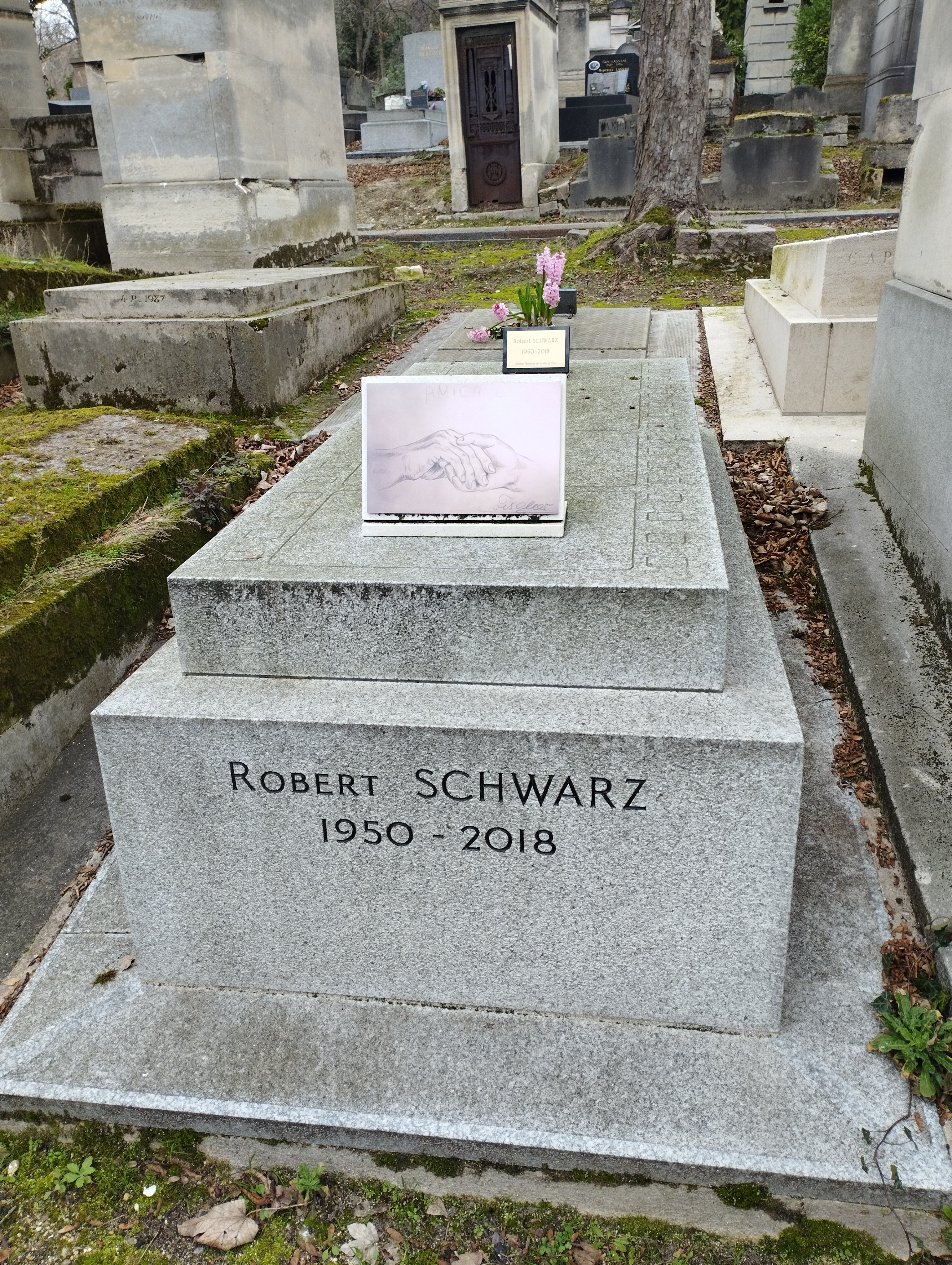
Tombe de Robert Schwarz au cimetière du Père-Lachaise (division 74).

Il est inhumé au cimetière du Père-Lachaise (division 74).

## Expositions
Entre 1975 et, Robert Schwarz a participé à plusieurs expositions, en France et à l'étranger, dont les 10 jours de l'art contemporain en France (1997), IPL (Limoges, 2002) et Musica Nel'arte (2007, galerie Sekanina, Italie).